# Maurice Desimpelaere

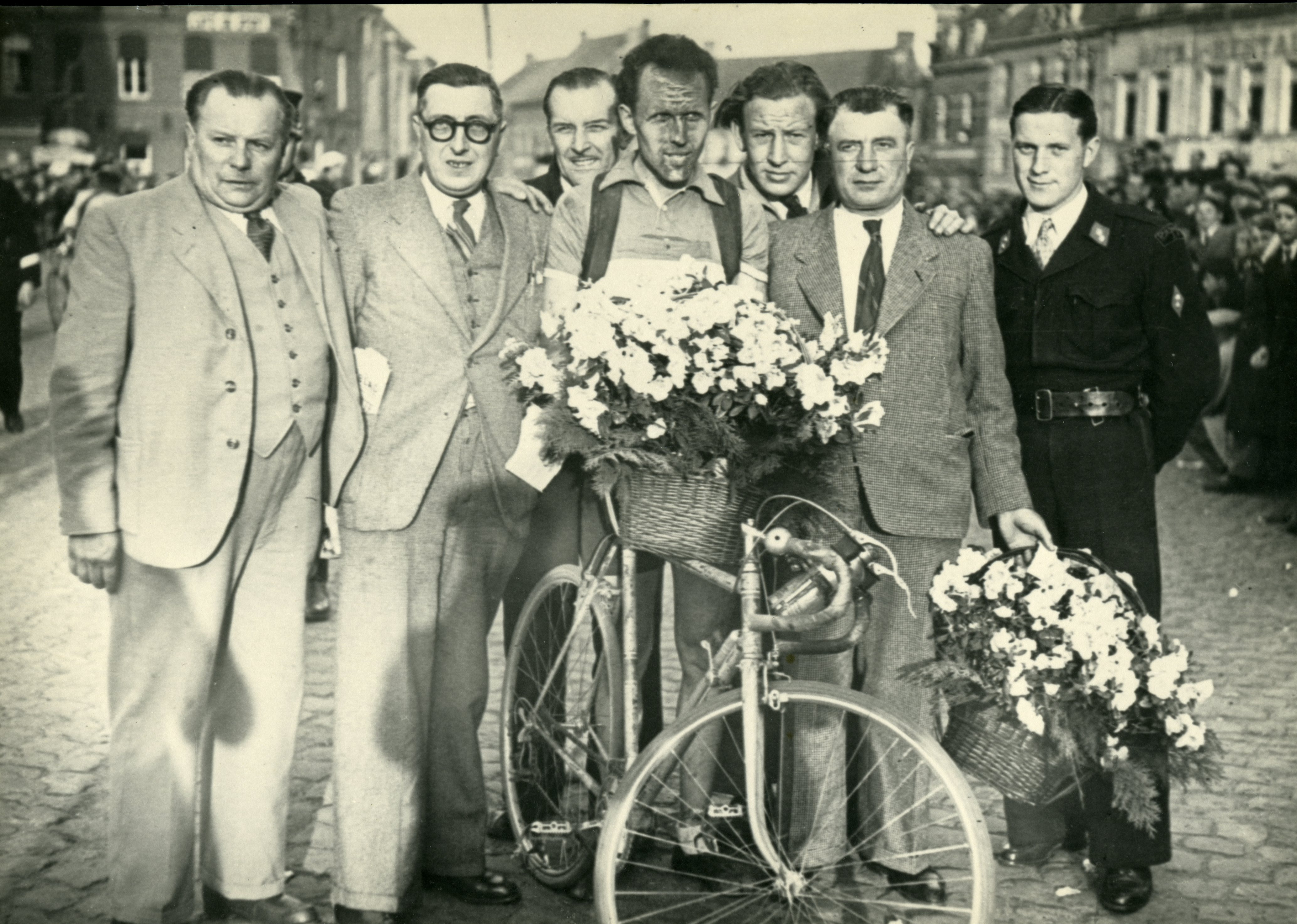
Maurice Desimpelaere na winst in Dwars door België 1946 (collectie KOERS. Museum van de Wielersport)

Frederic Maurice Desimpelaere (Ledegem, 28 mei 1920 - Wevelgem, 30 januari 2005) was een Belgische wielrenner. Hij was prof van 1942 tot 1950. In 1945 won hij Dwars door België en werd hij tweede in de eerste editie van de Omloop Het Volk, na Jean Bogaerts. Zijn grootste succes kende hij in 1947, toen hij Gent-Wevelgem won, en in 1944 toen hij Parijs-Roubaix op zijn naam schreef.

## Resultaten in voornaamste wedstrijden
| Jaar | Milaan-San Remo | Gent-Wevelgem | Ronde van Vlaanderen | Parijs-Roubaix | Luik-Bast.‑Luik | Parijs-Brussel | Waalse Pijl | Omloop Het Volk |
| ---- | --------------- | ------------- | -------------------- | -------------- | --------------- | -------------- | ----------- | --------------- |
| 1943 |                 |               | 12e                  | 12e            | 32e             |                | 41e         |                 |
| 1944 |                 |               | 27e                  | ↑              |                 |                |             |                 |
| 1945 |                 |               |                      | 5e             |                 |                |             | Zilver          |
| 1946 |                 | Zilver        | 22e                  | 7e             |                 | 4e             |             | 4e              |
| 1947 |                 | Goud          |                      |                |                 | Zilver         | Zilver      | 9e              |
| 1948 |                 |               |                      | 53e            |                 | 7e             |             |                 |
| 1949 | 9e              |               | 9e                   |                |                 | 61e            |             | 21e             |